# خواريز (لاعب كرة قدم)
خواريز (بالبرتغالية: Juarez de Souza Texeira‏) (25 سبتمبر 1973 بساو باولو في البرازيل - ) هو لاعب كرة قدم برازيلي في مركزي قلب الدفاع والدفاع. شارك مع منتخب البرازيل تحت 20 سنة لكرة القدم. أما مع النوادي، فقد لعب مع جمعية بورتوغيزا الرياضية ونادي أودينيزي ونادي بولونيا ونادي سيرفيت ونادي سيينا ونادي كومو ونادي ليتشي ويافردون سبور ‏.

## وصلات خارجية
- خواريز على موقع الاتحاد الدولي (مؤرشف)  (الإنجليزية)
- خواريز على موقع عالم كرة القدم.نت (الإنجليزية)